# Hanö
Hanö è un'isola al largo della penisola di Listerlandet, ad ovest di Blekinge in Svezia.

## Storia
Fra il 1810 ed il 1812 la Royal Navy del Regno Unito utilizzò l'isola come base per le operazioni nel mar Baltico. La "English Seamans Graveyard" è posta sull'isola, ed ancora oggi le navi da guerra britanniche rendono visita all'isola come tributo ai quindici marinai che lì sono sepolti. Nel 1972 la Royal Navy fece collocare una grande croce di legno, accanto alla lapide, visibile da molti chilometri dalla costa.